# Mesochorus prolixus
Mesochorus prolixus är en stekelart som beskrevs av Dasch 1974. Mesochorus prolixus ingår i släktet Mesochorus och familjen brokparasitsteklar. Inga underarter finns listade i Catalogue of Life.